# Douglas Murray
Douglas Kear Murray (Hammersmith, 16 de julho de 1979) é um autor britânico e comentarista político britânico. Ele fundou o Center for Social Cohesion em 2007, que se tornou parte da Henry Jackson Society, onde foi diretor associado de 2011 a 2018. Ele também é editor associado da revista política e cultural britânica de tendência conservadora The Spectator.
Murray escreveu colunas para publicações como Standpoint, National Review e The Wall Street Journal. Ele é o autor de Neoconservatism: Why We Need It (2005), Bloody Sunday: Truths, Lies and the Saville Inquiry (2011) sobre a Bloody Sunday Inquiry, The Strange Death of Europe: Immigration, Identity, Islam (2017) e The Madness of Crowds: Gender, Race and Identity (2019) e The War on the West: How to Prevail in the Age of Unreason (2022).
Ayaan Hirsi Ali  e  Sohrab Ahmari  elogiaram o trabalho e os escritos de Murray sobre o Islão na Europa. O filósofo francês  Bernard-Henri Lévy  disse sobre Murray: "Quer se concorde com ele ou não", ele é "um dos mais importantes intelectuais públicos da atualidade".
Murray foi descrito como um conservador, um neoconservador e um crítico do Islão. Os seus pontos de vista e ideologia foram ligados a ideologias políticas de extrema-direita por uma série de fontes académicas e jornalísticas. Ele também foi acusado de promover teorias da conspiração de extrema-direita, e de ser islamofóbico.
Murray rejeitou as descrições de sua política como de extrema-direita, e acredita que o termo "extrema-direita" é usado em demasia pela  esquerda política.